# Cotton Club (Film)
Cotton Club ist ein US-amerikanischer Gangster- und Musikfilm des Regisseurs Francis Ford Coppola aus dem Jahr 1984. Schauplatz ist der Cotton Club im New Yorker Stadtteil Harlem während der US-amerikanischen Prohibition.

## Handlung
Der schwarze New Yorker Stadtteil Harlem in den wilden 1920er Jahren ist geprägt von der Prohibition und den Auswirkungen der Wirtschaftskrise. Kleine Gauner, Banden und Gangstergruppen, allen voran der Mobster Dutch Schultz, profitieren vom illegalen Handel mit alkoholischen Getränken und verdienen ein Vermögen.
Im Jahr 1928 bemüht sich der weiße, irischstämmige Jazztrompeter Dixie Dwyer verzweifelt, ein Engagement zu bekommen. Ihm gelingt es, die Gunst von Dutch Schultz zu erwerben, weil er diesem bei einem Sprengstoffattentat seines Konkurrenten Joe Flynn durch Zufall das Leben rettet. Aus Dankbarkeit verschafft Dutch ihm einen Job als Aufpasser für seine Geliebte Vera und Dixies Bruder einen Job als Schutzgelderpresser. Dixie ist über die Nähe zum Verbrechen nicht begeistert. Auf einer Party wird er Zeuge, wie Dutch einen Konkurrenten, der nicht aufhört, ihn mit Worten zu provozieren, in Gegenwart etlicher Partygäste auf äußerst brutale Weise am kalten Buffett mit dem Tranchiermesser erdolcht, so dass das Blut von einem Kronleuchter an der Decke auf Veras Gesicht tropft. 
Allerdings braucht der gutaussehende und smarte Dixie das Geld. Er verliebt sich in die attraktive Vera, lässt aber aus Angst vor Dutch zunächst die Finger von ihr. Zumal Dutch – um ganz sicherzugehen, dass seiner Geliebten nichts geschieht – seinen Leibwächter Sol Weinstein angewiesen hat, die beiden nicht aus den Augen zu lassen.
Inzwischen hat der Besitzer des Cotton Clubs, Owney Madden, Dixie Dwyer dank seiner Beziehungen zu einer Hollywood-Karriere verholfen. In seinen Filmen kopiert er dort als „Mob-Boss“ die echten Vorbilder und tritt nebenbei auch noch als Trompeter im Cotton Club auf.
Zur gleichen Zeit gelingt es den afroamerikanischen Brüdern Dalbert „Sandman“ und Clay Williams, der Rassendiskriminierung zum Trotz, als Steptänzer im Cotton Club angestellt zu werden. Dort tanzt auch die hellhäutige Schwarze Lila Rose Oliver. Sandman verliebt sich in sie und umwirbt sie, obwohl sie ihm zunächst keine Hoffnungen macht.
Zwei Jahre später hat Vera endlich von Dutch den gewünschten eigenen Nachtklub am Broadway geschenkt bekommen, Vera’s Club. Sandman, der es im Gegensatz zu seinem Bruder als Solotänzer zu etwas gebracht hat, erfährt schließlich, dass Lila dort auftritt; aber als Schwarzer darf er den Klub nicht betreten und muss einen Boten nach ihr schicken. Lila ist zwar von Sandmans Liebe und Hartnäckigkeit beeindruckt, aber sie zögert noch immer, ihn zu erhören.
Dixie kommt als gefeierter Filmstar aus Hollywood zu Besuch in Vera’s Club und begleitet spontan die Besitzerin, die selbst als Sängerin auf der Bühne steht, auf seinem Kornett. Eifersüchtig werden beide von Dutch beobachtet.
Dixies Bruder Vincent, von Dixie in die Gangsterwelt eingeführt, treibt für Schultz bei den Lokalbesitzern in Harlem Schutzgeld ein. Nachdem er Dutch in diesem Stadtteil die Vorherrschaft im Wettgeschäft verschafft hat, verlangt er für seine Dienste bessere Bezahlung. Um den Gangsterboss zu erpressen, entführt er dessen Vertrauten Frenchy Demange. Owney scheint nichts anderes übrigzubleiben, als seinen treuen Komplizen auszulösen. Dixie überbringt seinem Bruder das Lösegeld und nimmt Frenchy mit. Kurz darauf wird Vincent in einer Telefonzelle erschossen.
Im Jahr 1931 fördert Owney den Mafioso Charles „Lucky“ Luciano und geht häufig mit ihm in den Cotton Club. Eines Abends werden sie Zeugen, wie Dutchs Lebensgefährtin Frances Flegenheimer eifersüchtig hereinstürmt, Dutch mit Vera an einem der Tische sitzen sieht und ihn wüst beschimpft, bevor sie hinausgeworfen wird.
Zurück aus Hollywood verschwindet Dixie mit Vera hinter der Bühne. Als Dutch seine Geliebte zur Rede stellt, streitet sie nicht ab, dass sie und Dixie sich soeben geküsst haben; sie provoziert Dutch vielmehr mit dem Bekenntnis, mit Dixie geschlafen zu haben und es bei jeder Gelegenheit wieder zu tun. Zornig versucht Dutch, Vera den Schmuck zu entreißen, den er ihr gekauft hat. Dixie eilt durchs Lokal und hindert ihn daran. Plötzlich hält Dutch eine Pistole in der Hand und zielt damit auf seinen Rivalen; aber Sandman tritt gegen seine Hand, so dass der Schuss fehlgeht, und Owney lässt ihn vor die Tür setzen.
Nach diesem Vorfall hält Lucky Luciano, der es seit geraumer Zeit auf Dutchs Waffengeschäfte abgesehen hat, den Zeitpunkt für gekommen, seinen Konkurrenten auszuschalten; seine Bande erschießt Dutch und dessen Männer in einem Lokal.
Owney muss ins Gefängnis und ist beinahe froh darüber, sich für einige Zeit aus den lebensgefährlichen Geschäften zurückziehen zu können. Lucky Luciano ist der neue König der Unterwelt.
Dixie, der nach Hollywood zurückkehren will, fordert Vera auf, ihn zu begleiten. Zu seiner Enttäuschung lehnt sie jedoch ab, da sie Dutch noch am Leben wähnt und meint, er würde sie nicht gehen lassen. Als er zum Bahnsteig kommt, wartet sie dort allerdings mit einem gepackten Koffer auf ihn.

## Auszeichnungen
- Der Film wurde 1985 für das beste Szenenbild (Richard Sylbert, Leslie Bloom und George P. Gaines) und für den besten Schnitt (Barry Malkin und Robert Q. Lovett) jeweils für einen Oscar nominiert.
- Er wurde 1984 von der „Hollywood Foreign Press Association“ in den Kategorien Beste Regie (Francis Ford Coppola) und Bester Film nominiert.[4]
- Francis Ford Coppola und der Film wurden 1985 in der Kategorie Bester Film – Drama für einen Golden Globe Award nominiert.
- Milena Canonero gewann 1986 für die Kostüme einen BAFTA Award; auch der Film wurde für den besten Ton für eine solche Auszeichnung nominiert.
- Maurice Schell wurde 1985 für den Tonschnitt für einen „Golden Reel Award“ nominiert.
- Der Film wurde 1986 als bester fremdsprachiger Film für den „Award of the Japanese Academy“ nominiert.
- Die Deutsche Film- und Medienbewertung FBW in Wiesbaden verlieh dem Film das Prädikat besonders wertvoll.
- Diane Lane wurde 1985 für ihre Leistungen in Cotton Club und Straßen in Flammen als schlechteste weibliche Nebendarstellerin für den Negativpreis Goldene Himbeere nominiert.

## Hintergrund
Cotton Club ist eine Mischung aus Gangster- und Musikfilm mit komplexer und anspruchsvoller Handlung. Der Film adaptiert die Realität der US-amerikanischen Alkoholprohibition von 1919 bis 1933. Die genannten Gangstergrößen Schultz, Luciano, Owney Madden – aber auch Berman, Madame St. Clair und Bumpy Rhodes (alias „Bumpy“ Johnson) – sind Personen, die es real gegeben hat. Die Auseinandersetzung von Vincent und Schultz spielt auf den Konflikt zwischen Schultz und Vincent Coll an. Die Ermordung von Schultz wurde tatsächlich durch das National Crime Syndicate beschlossen, das von Lucky Luciano dominiert wurde.
Die Figur des Jazztrompeters Dixie Dwyer wurde von Leon Beiderbecke abgeleitet, dessen Spitzname „Bix“ lautete.
In dem Film singt die Schauspielerin Lonette McKee das Stück Ill wind.
Tom Waits spielt in einer kleinen Gastrolle den Conférencier Irving Starck.
Nach dem eher experimentellen und gescheiterten Film Einer mit Herz arbeitete Robert Evans, nachdem er schon Der Pate produziert hatte, erneut mit Coppola zusammen. Die Dreharbeiten überstiegen das Budget bei Weitem und endeten mit dem Bankrott des Produzenten. Es folgten gerichtliche Auseinandersetzungen, bei denen sich Regisseur und Produzent gegenseitig die Schuld für die enorme Budgetüberschreitung vorwarfen.

## Kritik
Der Filmkritiker Roger Ebert setzte Cotton Club auf seine Liste der 10 besten Filme des Jahres 1984.

„Der Cotton Club in Harlem wird in der Zeit der Prohibition und Wirtschaftskrise in den 20er und 30er Jahren zum Schauplatz mitreißender Jazzmusik, phantastischer Ausstattungs- und Tanzrevuen und unerbittlicher Konkurrenzkämpfe unter Gangsterbanden. Aus der Verbindung zweier uramerikanischer Genres – Musical und Gangsterfilm – entsteht dank souveräner Führung der Schauspieler und der brillant eingefangenen Atmosphäre der Epoche ein hervorragender Unterhaltungsfilm.“

Trotz der Skriptänderungen (selbst noch in der Drehzeit), des Überschreitens von Budget und Zeitplan, des insgesamt immensen Aufwandes und eines (in einem Gerichtsstreit mündenden) Kompetenzgerangels sah der Fischer Film Almanach 1986 im Ergebnis ein „Meisterwerk“. Für „größere Zuschauerkreise“ sei er zu „kunstsinnig“ und „kompliziert“, meinten die Autoren.

„Mit diesem Projekt erfüllte sich Coppola trotz vieler Komplikationen einen lang gehegten Traum. Er schuf eine gelungene Kombination aus Jazzfilm und Gangsterstory mit den Themen Gewalt, Familie, Loyalität und Jazz in einem brillanten Ausstattungsfilm. Glänzende Schauspieler, mitreißende Tanzszenen und exzellente Musik, was will man mehr?“